# Adelobotrys macrantha
Adelobotrys macrantha là một loài thực vật có hoa trong họ Mua. Loài này được Gleason mô tả khoa học đầu tiên năm 1931.